# Сен Жермен ан Ле
 Тази статия е за града във Франция.  За окръга вижте Сен Жермен ан Ле (окръг).  
Сен Жермѐн ан Ле (на френски: Saint-Germain-en-Laye) е град в Северна Франция, административен център на окръг Сен Жермен ан Ле в департамент Ивлин на регион Ил дьо Франс. Сен Жермен е предимно жилищно предградие на Париж, разположено на брега на река Сена, на 19 km западно от центъра на града. Населението му е около 38 100 души (2009).

## Известни личности
Родени в Сен Жермен ан Ле
- Мари-Клер Ален (1926 – 2013), органистка
- Анри II (1519 – 1559), крал
- Клод Дебюси (1862 – 1918), композитор
- Луи XIV (1638 – 1715), крал
- Шарл IX (1550 – 1574), крал
- Маргьорит дьо Валоа (1553 – 1615), кралица на Франция
- Амели Моресмо (1979), тенисистка

Починали в Сен Жермен ан Ле
- Фернан Кромелинк (1886 – 1970), белгийски драматург
- Луи XIII (1601 – 1643), крал
- Джеймс II (Англия) (1633 – 1701), крал на Англия, Шотландия и Ирландия

## Други
- На 10 септември 1919 в Сен Жермен ан Ле е подписан Сен-Жерменският договор между Антантата и Австрия.